# Manuel Serra (football)
Pour les articles homonymes, voir Manuel Serra (homonymie) et Serra.
Manuel Francisco Serra est un footballeur portugais né le 6 novembre 1935 à Lisbonne et mort le 5 août 1994.

## Biographie
Passant toute sa carrière au Benfica Lisbonne dans les années 1960, il est l'un des plus grands arrières droits de l'histoire du club. Il y remporte trois championnats et trois coupes du Portugal. 
Il fait partie de l'équipe gagnante de la ligue des champions 1961 mais il ne dispute pas la finale, blessé un moins auparavant contre le FC Porto.
Il possède une sélection en équipe du Portugal en 1959, dans un match amical contre la France.

## Carrière
- 1956-1962 :  Benfica Lisbonne

## Palmarès

### En club
Avec le Benfica Lisbonne :
- Champion du Portugal en 1957, 1960 et 1961
- Vainqueur de la Coupe du Portugal en 1957, 1959 et 1962
- Finaliste de la Coupe Latine en 1957